# 1111 Lincoln Road
Il 1111 Lincoln Road è un parcheggio multipiano situato a South Beach nella città di Miami Beach in Florida. Progettato dallo studio di architettura svizzero Herzog & de Meuron, si trova all'estremità ovest della Lincoln Road Mall all'incrocio con Alton Road e può contenere circa 300 auto.